# Sant Martí de Cambrils
Sant Martí de Cambrils és l'església parroquial del nucli de Cambrils, al municipi d'Odèn (Solsonès) inclosa a l'Inventari del Patrimoni Arquitectònic de Catalunya.

## Situació
L'església parroquial de Sant Martí es troba al nucli més important del municipi d'Odèn, a la part nord-oest del terme, al peu del Castell de Cambrils. S'hi va des de la carretera L-401 (de Pont d'Espia a Coll de Jou): al punt quilomètric 19,6 (42° 08′ 22″ N, 1° 23′ 25″ E / 42.139502°N,1.390330°E), davant les primeres cases de Cambrils, surt la carretera asfaltada que porta a Solsona per Serra Seca (ben senyalitzada). Prendre aquesta carretera i al cap d'1,5 km, s'arriba a la rectoria i l'església.

## Descripció

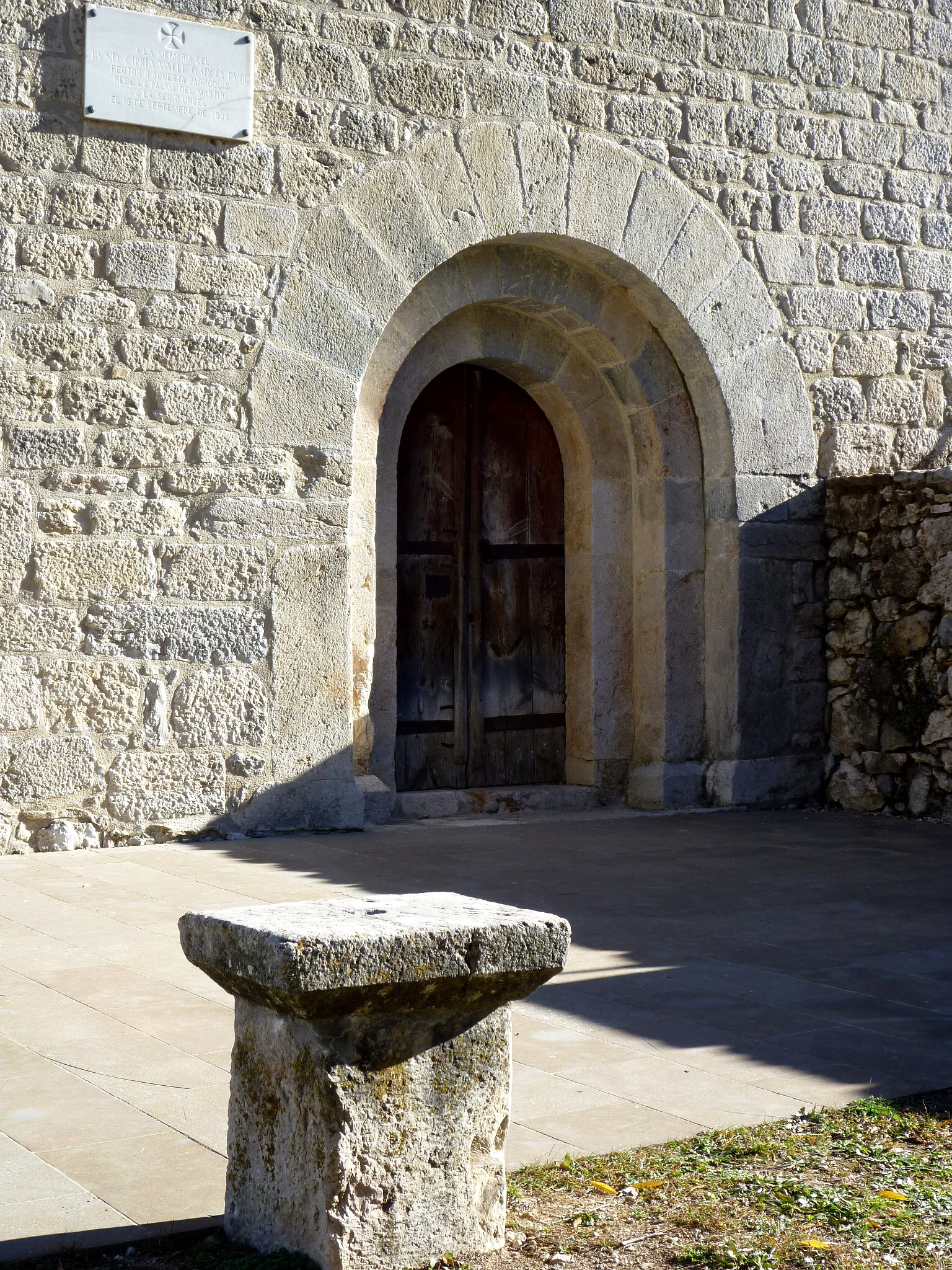
Portada

És un edifici d'origen romànic refet al segle xvii. De la construcció romànica resta l'estructura de la nau, rectangular, i la capçalera, d'absis semicircular més baix que la nau, cobert amb volta de quart d'esfera i amb una finestra de doble biaix. La nau és coberta amb volta de canó lleugerament apuntada. A banda i banda de la nau hi ha diverses capelles buidades als murs. El mur nord es va obrir per donar accés a un cos afegit on es troba una altra capella i la rectoria, a més d'un campanar de torre, sense accés des de l'interior de l'església, actualment. Va ser restaurada recentment, i es van suprimir el cor i l'entrada al campanar.

## Història
L'any 1051 l'església de Cambrils fou consagrada pel bisbe de la Seu d'Urgell Guillem Guifré (1041-1075). La meitat de la parròquia de Cambrils pertanyia a Santa Maria de la Seu d'Urgell i l'altra a Sant Miquel de Cuixà; els bisbes havien de cedir a Sal·la Guillem d'Alinyà i a Oliba Esclua una tercera part dels rèdits que els corresponien per tal que la defensessin dels sarraïns i d'altres possibles agressors, i s'establia com a condició no elegir cap altre senyor sinó l'església de Sant Martí i els seus clergues i no vendre, sense el seu consentiment, res que li pertangués.
L'església de Sant Martí ha estat recentment restaurada (2000-2002) mitjançant actuació a càrrec de l'1% cultural, així com la plaça de l'església (2003).